# Calathusa taphreuta
Calathusa taphreuta is een vlinder uit de familie van de visstaartjes (Nolidae). De wetenschappelijke naam van de soort is voor het eerst geldig gepubliceerd in 1902 door Edward Meyrick.